# 李特
李 特（り とく）は、西晋末年に活動した流民集団の首領であり、事実上の成漢建国の祖である。字は玄休。略陽郡臨渭県（現在の甘粛省秦安県の東南）出身の巴氐族（賨族・巴族とも呼称される）である。父は東羌猟将李慕。兄は李輔。弟は李庠・李流・李驤。

## 生涯

### 巴蜀へ避難
李氏は略陽郡に割拠する巴氐族の有力者の家系であり、当時西晋に従属していた。その為、李特もまた若い頃より州郡に仕えていた。
元康6年（296年）、氐族の斉万年が晋朝に大規模な反乱を起こし、関中一帯は動乱に陥った。さらに連年に渡って飢饉が続くようになり、民百姓の暮らしは大いに困窮した。
元康8年（298年）末、略陽・天水を初め秦州6郡の民は食糧を求めて南へ移動を開始し、数万家の流民が漢川に入った。李特もまた兄弟と共にこの集団の中にあった。途中、病気や飢餓に苦しむ者が数多くいたが、李特兄弟はよくこれを援助してその者たちを保護した為、大いに人望を得た。
流民は漢中へ辿り着いた後、さらに巴・蜀の地へ移って食糧を恵んでもらうよう請願したが、朝廷はこれを認めなかった。さらには侍御史李苾を派遣して表向きは流民を慰労すると称しながら、実際には剣閣へ入らないよう監視させた。だが、漢中へ入った李苾は流民から賄賂を貰ったので「流民は10万人余りおり、漢中一郡では救済できません。東の荊州へ下ろうとしても、水の流れが急な上に舟がありません。蜀には食糧の備蓄が十分あり、人々は豊かな暮らしをしております。どうか（流民を）食に有り付かせてくださいますように」と上表した。朝廷はこの要請に応じ、流民が益州・梁州の地へ移ることを禁じなくなった。こうして李特らは益州へ入る事が出来た。

### 趙廞の乱
永康元年（300年）11月、益州刺史の趙廞は密かに蜀の地で独立しようと目論み、かつてこの地に割拠した劉氏（蜀漢）に倣い、官庫の食糧を流民達へ振舞って人心掌握に努めた。李特兄弟は武勇に優れ、配下の者は巴西の出身で趙廞とは同郷であった為、趙廞は特に彼らを厚遇して自らの側近とした。李特は趙廞の後ろ盾を得ると、食糧を得る為に流民達をかき集め、強盗紛いの行為をするようになった。その為、蜀の人は彼らを甚だ恨んだ。
趙廞は反乱を起こすと、成都内史耿滕を攻撃して彼を殺した。さらに、西夷校尉陳総へ兵を差し向けると、これも討伐した。その後、趙廞は大都督・大将軍・益州牧を自称し、独断で役人を配置し、太守や県令を入れ換え、太平元年と改元した。李特の弟である李庠は趙廞の腹心となり、流民1万人余りの勇士を統率して北道を遮断する任につくと、李特もこれに付き従った。
永康2年（301年）1月、趙廞は李庠が勇猛であり強兵を率いていたのを恐れるようになり、理由をつけて彼を誅殺し、その子や宗族30人余りを処刑した。李特は李流と共に兵を率いて北道封鎖を続けていたので、趙廞は李特らが反乱を起こすことを恐れ、使者を派遣して「李庠は人臣として言ってはならないことを口にした為に死罪となった。だが、この罪は兄弟には及ばない」と諭した。また、李庠の屍を李特の下へ返還し、李特と李流を督将に任じて慰撫した。だが、李特は趙廞を甚だ怨み、これに従わずに兵を率いて綿竹へ帰った。趙廞は長史費遠・犍為郡太守李苾・督護常俊らに1万人余りの兵を与え、北道の封鎖を継続させた。彼らは綿竹の石亭に拠点を築いた。
李特は密かに七千人余りの兵を集めると、費遠の陣営を夜襲した。費遠軍は大敗を喫し、放火により陣営は焼き払われ、八・九割の兵が戦死した。李特はそのまま成都を目指して進撃した。趙廞はこれを聞くと、大いに恐れて為す術を知らなかった。費遠・李苾・軍諮祭酒張微は夜の間に逃亡し、文武百官は離散した。趙廞は妻子とともに小船に乗って広都まで逃げたが、従者の朱竺に殺害された。
李特は成都に入城すると、兵を放って略奪を許可し、西夷護軍姜発を殺害した。更に長史袁治を始め、趙廞の任じた官吏を誅殺した。また、牙門王角と李基を洛陽へ派遣し、趙廞の罪状を陳弁させた。

### 羅尚と対立
趙廞の乱が鎮まると、朝廷は羅尚を平西将軍・領護西夷校尉・益州刺史に任じた。羅尚は牙門将王敦（東晋の王敦とは別人）・上庸都尉義歆・蜀郡太守徐倹・広漢郡太守辛冉を初め七千人余りを伴い、蜀へ出発した。
李特らは羅尚の到来を聞くと非常に不安になり、弟の李驤を派遣して彼を出迎えさせ、珍品宝物を貢いだ。羅尚は大いに喜んで李驤を騎督に任じた。また、李特は李流と共に牛肉や酒を携えて綿竹に出向き、羅尚を慰労した。王敦・辛冉は共に羅尚へ「李特らは流民であり、盗賊を業としておりました。急ぎ除かなくてはなりません。何か理由を見つけて処刑するべきです」と説いたが、羅尚はこの進言を容れなかった。辛冉は李特と古くからの知り合いであり、李特へ「旧知の仲がこうして会うのは、吉ではない。まさしく凶である」と言い放った為、李特は大いに恐れ警戒するようになった。
同年3月、羅尚は成都へ入城した。朝廷は益州にいる流民達を秦州・雍州へ連れ戻す様通達を出し、彼らを監督させる為、御史馮該と張昌を派遣した。李特の兄の李輔はもともと郷里の略陽に留まっていたが、李特らを迎えに行くことを口実に蜀に入り、李特へ「北は大いに乱れており、帰還する意味はない」と忠告した。李特は深く同意し、巴蜀の地に割拠する意志を持つようになった。李特は配下の閻式を羅尚の下へ幾度も派遣し、帰郷を秋まで延期するよう求めた。さらに、羅尚と馮該に賄賂を送ったので延期は許可された。朝廷は趙廞を討伐した功績により、李特を宣威将軍・長楽郷侯に任じ、李流を奮威将軍・武陽侯に任じた。又、益州政府に命じて、六郡の流民で李特と共に乱の鎮圧に当たった者を列挙させ、封賞を加えようとした。辛冉はこれを不満に思い、趙廞を滅ぼした功績を自らのものとしようとして、流民達の活躍を上言しなかった。その為、流民達は皆これを怨んだ。
辛冉は貪欲・乱暴な性格であり、流民の首領を殺してその資財を奪おうと目論み、李苾と共に羅尚へ「流民共は趙廞の乱に乗じて略奪を行いました。関所を設けてこれを取り返すべきです」と進言した。羅尚はこれを受け、梓潼郡太守張演に手紙を送り、秦州や雍州に帰る途中の要所に関所を設けて流民の財産を調べさせた。
しばらく経ち、羅尚は従事を派遣して流民達へ7月までに故郷へ帰るように勧告した。李特は再び閻式を派遣し、秋の収穫が終わるまで退去の期限を延長してもらうよう固く要請した。しかし、辛冉と李苾がこれに反対した。別駕杜弢は流民の帰郷を一年待つよう進言したが、羅尚は辛冉らの意見に賛同した。杜弢はかつて羅尚により秀才に推挙されたが、その時の推薦書を返上すると、辞職して家に帰った。
当時、流民の多くは梁州や益州で力仕事に従事しており、州郡が自分達を追い返そうとしていると聞くと大いに怨んだが、皆どう対処していいか分からなかった。また、ちょうど大雨が降り続いていたので帰る手段もなく、まだ穀物も実っていない時期であった為に食糧も無かった。李特兄弟が自分達の為に請願していることを知ると、皆感動してこれを頼みとし、李特の下に集まるようになった。
そこで李特は綿竹に大きな陣営を築き、行き場のなくなった流民を保護した。そして、辛冉へこの事について寛大な措置を請うた。だが、辛冉はこれに激怒し、人を派遣して街道に立札を掛け、李特兄弟の首に重い懸賞金をかけた。李特はこれを知ると大いに驚き、立札を全て持ち去ると李驤と共に内容を改変し「六郡の豪族である李・任・閻・趙・楊・上官及び氐族・叟族の侯王の首一つを送れば絹百匹を与えよう」と書き換えてから立て直した。流民達はこの立札を見ると驚愕し、尽く李特に助けを求めた。1月もしないうちにその数は2万を超え、李流の下にも数千の民が集まった。
李特はまたも閻式を羅尚のもとに派遣し、期日を延ばすよう頼んだ。羅尚はこの時、流民達へ寛大な処遇をするよう考えており、閻式へ流民達を落ち着かせるよう伝えた。だが、辛冉が要所に囲いを設けて流民を捕らえる準備をしていたので、閻式はこれを見ると大いに嘆いた。閻式は綿竹に戻ると、李特へ「羅尚は寛大な対応を取ると言いましたが、信じ切ってはいけません。なぜなら、羅尚には威厳が無く、刑罰を明確にしていない為、辛冉らが強兵を独占しております。一度変事が起これば、羅尚には事態を収拾できないでしょう。十分に備えをしておくべきです」と言い、李特は同意した。

### 流民決起
10月、李特は陣営を二つ築き、李特自身は北営に、李流を東営に留まらせた。辛冉と李苾はともに「羅侯（羅尚）は貪欲で決断力がない。今のままでは、ただ流民どもに姦計を成す時間を与えているだけだ。李特兄弟は武勇に優れており、我らは奴等の捕虜となるやもしれぬ。今すぐ策を実行に移すべきであり、羅尚は相談するに値しない」と話し合った。そして、広漢都尉曽元・牙門張顕・劉並らに密かに歩兵・騎兵3万を与え、李特の陣営を奇襲させた。羅尚はこれを聞くと、止むを得ず督護田佐を派遣し、曽元らを援護させた。李特は初めからこういう事態に陥ることを分かっていたので、武具を修繕し兵器を磨き、臨戦態勢で彼らを待ち構えていた。曽元等が流民の陣営に迫っても、李特は悠然として動かず、敵軍の半数が陣に侵入したところで伏兵に襲撃を命じた。これにより敵軍の大半を討ち果たし、田佐・曽元・張顕を戦死させた。そして彼らの首を羅尚・辛冉の下へ届った。羅尚は諸将へ「奴らはいずれ去るはずだったのだ。だが、広漢（太守の辛冉）の奴が独断で動き、敵の気勢を高めてしまった。こうなってしまった今、どうやって収拾をつけるというのだ！」と嘆いた。
ここにおいて、六郡の流民達は李特を首領に推した。部曲督李含・上邽県令任臧・始昌県令閻式・諫議大夫李攀・陳倉県令李武・陰平県令李遠・将兵都尉楊褒らは上書し、梁統が竇融を推戴した故事に従い、李特を行鎮北大将軍に推挙し、正式な手順に則り爵位・官位を授けた。李特は李流に行鎮東将軍、東督護と名乗らせ、東営の流民を指揮させた。又、李輔を驃騎将軍、李驤を驍騎将軍に任じ、広漢を守る辛冉を攻撃させてその軍勢を幾度も破った。羅尚は李苾と費遠を派遣して辛冉を救援させたが、彼らは李特を恐れて進軍しなかった。辛冉は連敗を続け、策も無く気力も尽き果てて江陽へ逃走した。李特は広漢に入城するとそこを拠点とし、李超を広漢郡太守に任じた。
その後、さらに兵を進めて成都へ向かい、羅尚を攻撃した。羅尚は閻式へ手紙を送り李特らを説得するよう求めたが、閻式は聞き入れなかった。羅尚は城郭にひきこもって固く守り、梁州・寧州に救援を求めた。
李特は長子の李始を武威将軍に、次子の李蕩を鎮軍将軍に、少子の李雄を前将軍に、李含を西夷校尉に任じた。また、李含の子の李国・李離・任回・李恭・上官晶・李攀・費佗らを将帥とし、任臧・上官惇・楊褒・楊珪・王達・麹歆ら爪牙とし、李遠・李博・夕斌・厳檉・上官琦・李濤・王懐らを僚属とし、閻式を謀主とし、何巨・趙粛を腹心とした。
羅尚は貪欲かつ残忍であったため民衆に嫌われていた。一方で、李特は法を緩めて簡略にし、貧民には施しを与えて労役を軽減し、賢者を礼遇し不遇の士を取り立て、軍規や政務は粛然としていた。そのため、蜀の民衆は「李特は良いが、羅尚は我らを殺す」と謡い、李特を支持した。
羅尚は李特に連戦連敗を喫し、都安から郫水まで水路に沿って七百里に渡る陣を築き李特と対峙した。また、梁州と南夷校尉に援軍を求めた。 
太安元年（302年）、河間王司馬顒は李特討伐の為、督護衛博を梓潼へ進軍させ、朝廷は張徴を広漢郡太守に任じて徳陽へ進軍させた。さらに、南夷校尉李毅は兵5千を派遣して羅尚を救援させた。羅尚は督護張亀を繁城へ派遣した。李特は、李蕩・李雄を陽沔へ派遣して衛博を攻撃させた。そして連日争った結果、これを撃破して敵軍の大半を殺した。恐れた梓潼郡太守張演は城を捨てて逃走した。李特自身も張亀を攻撃し、これを大いに打ち破った。李蕩は衛博を追撃して漢徳に至ると、衛博は葭萌へ逃走した。李蕩は進軍を続けて巴西を攻撃すると、巴西郡丞毛植・五官襄珍は郡をもって李蕩に降伏した。李蕩は降した郡を慰撫した為、民衆は大いに安心した。李蕩がさらに軍を進めて葭萌を攻撃すると、衛博はさらに遠く逃れ、彼の軍はみな李蕩に降伏した。司馬顒は新たに許雄を梁州刺史に任じ、李特討伐に当たらせた。
この後、李特は大将軍・大都督・梁益二州諸軍事・益州牧を自称した。
8月、李特は軍を進めて張徴を攻撃した。張徴は険阻な地に拠って李特と連日対峙した。この時、李特は軍を半分に分けて李蕩に率いさせており、張徴は李特の陣営が手薄であると知り、山に沿って歩兵を派遣し攻撃した。李特は迎撃したが不利に陥り、地勢にも阻まれ為す術が無かった。羅準・任道らは撤退を進言したが、李特は李蕩の救援を信じておりにこれを認めなかった。李蕩は救援に駆け付けると死に物狂いで奮戦し、迎え撃って来た張徴の軍を壊滅させて李特を救った。張徴が退却しようとすると、李特はこれを見逃して涪へ還そうと思ったが、李蕩と司馬王辛は「張徴の軍は連戦して士卒は傷ついており、智勇ともに尽きております。これに乗じて捕虜とすべきです。もしこれを逃がせば、張徴は疲人を養い死者を回収し、他の軍と合流してしまうでしょう。そうなれば、容易に対処することは叶わなくなります」と進言した。李特はこれに従い、再び張徴を攻撃し、張徴は包囲を抜けて逃走を図った。李蕩は水陸の両面からこれを追撃し、張徴を殺害した。さらに、張徴の子である張存も生け捕りにしたが、張徴の遺体を彼に渡して帰らせてやった。
同時期、李特は寋碩を徳陽郡太守に任じると、寋碩は巴郡の墊江まで軍を進め、この地を占領した。
李特は李驤に命じ、李攀・任回・李恭と共に毗橋に駐軍させて羅尚への備えとした。羅尚は迎撃に出るも、李驤らはこれを破った。羅尚が再度数千人を派遣すると、李驤はまたこれを破って武器を奪い、敵の陣門を焼いた。李流は軍を進めて成都の北に軍を置いた。羅尚は配下の張興を派遣し、李驤に偽装投降して軍中の様子を観察させた。李驤の軍は2千人に満たないのを知ると、張興は宵闇に乗じて陣営から逃げ、このことを羅尚へ報告した。羅尚は精鋭1万人余りを李驤攻撃の為に派遣し、張興に案内をさせた。彼らは口に銜枚を含むと、李驤の陣営を夜襲した。これにより李攀は迎撃するも戦死し、李驤は将士とともに李流の陣営へ逃げた。李流は李驤の残兵を合わせると、進んできた羅尚軍を迎撃し、大いに破った。羅尚の兵で敗れて帰還できた者は10人のうち1、2人に過ぎなかった。梁州刺史許雄も軍を派遣して李特を攻撃したが、李特はこれを破った。
太安2年（303年）1月、李特は進撃して羅尚の水上軍を破ると、成都へ侵攻した。蜀郡太守徐倹は成都少城を挙げて降伏し、李特は李瑾を蜀郡太守に任じてこれを慰撫させた。李特は少城へ入城すると、年号を建初と定めて自立を宣言し、その勢力圏内に大赦を下した。城内で馬を徴発して軍馬にしたが、それ以外の略奪は行わなかった。羅尚は成都太城に籠城し、守りを固めた。李流が進んで江西に屯すると、羅尚は大いに恐れ、使者を派遣して講和を求めた。

### 討死
蜀の人々は大いに李特を恐れ、皆集落を築いて李特へ命を請うた。李特は使者を派遣してこれを安撫し、彼らの為に食糧を供出した。その為、軍中は食糧不足となり、これを解消するために六郡の流民を各地の集落へ分散させた。李流は李特へ「各集落は投降してきたばかりで、未だ人心は安定しておりません。豪族の子弟を人質にとり、不慮の事態に備えておくべきです」と進言した。李特の司馬上官惇も手紙を送り「彼らを容易く受け入れるのは、敵を懐へ入れるのも同じです。油断してはなりません」と忠告した。また、前将軍李雄も李特へ警戒するよう進言したが、李特は怒り「大事は既に完成しているのだ。次は民を安心させるべき時なのに、なぜ彼等を疑って離反を招く必要があるのだ」と反論した。
恵帝は荊州刺史宗岱・建平郡太守孫阜に水軍3万を与えて羅尚を救援させた。宗岱は孫阜を先鋒に任じて徳陽に進ませた。李特は李蕩と蜀郡太守李璜を派遣して徳陽郡太守任臧を救援させた。宗岱と孫阜の軍は士気が高く勢いがあり、李特に降ったばかりの各集落には二心があった。益州兵曹従事任叡は羅尚へ「李特は悪逆であり、民衆に対して暴虐な振る舞いをしております。また、兵を分散させて各々の集落へ配備しており、自らへの備えをなしておりません。天が彼を滅ぼそうとしているのです。各地の集落に告げ、日を選んで内外から攻撃すれば必ず破ることが出来るでしょう」と進言した。羅尚は夜の間に任叡を集落へ派遣し、2月10日に同時に李特を攻撃するよう命令を下した。更に、任叡は偽って李特に投降した。李特が成都太城内の様子を聞くと、任叡は「食糧はすでに尽きかけており、財物と布絹があるのみです」と答えて李特を油断させた。さらに家へ戻ることを求めると、李特はこれを許した。任叡は陣営を出ると成都太城に帰り、李特の状況を羅尚に報告した。
2月、羅尚は大軍を派遣して李特の陣営へ総攻撃を掛け、2日に渡って争った。これに各集落が一斉に呼応した為、兵が少なかった李特は大敗を喫し、敗残兵を纏め上げると新繁に退いた。羅尚の軍が撤退すると、李特は転進して追撃し、三十里余りに渡って転戦した。だが、羅尚が再び大軍を率いて迎撃すると、李特の軍は大いに打ち破られ、李特は戦死した。李輔・李遠も討ち取られた。李特の屍は焼き払われ、首は洛陽へ送られた。弟の李流が後を引き継いだ。
後に子の李雄が王位に即くと李特は景王と諡され、李雄が帝位に即くと追尊して景皇帝と諡され、廟号は始祖といった。

## 人物
身長は八尺あった。若い頃より州郡に仕えたが、既に周囲からはただ者では無いと評判であった。勇猛にして武芸の才能を有し、特に騎射に長けており、その武勇は弟の李庠・李流と共に評判であった。また、冷静沈着にして広い度量を持っており、任侠（義理堅く、弱きを助け強きをくじくことを善しとする事）を重んじた。州内の同胞はその多くが彼に付き従ったという。

## 逸話
李特は流民と共に蜀へ移動する途上、剣閣に至った。そこから蜀の険阻な地を見下ろすと、嘆息して「劉禅はこのような地を擁しながら、人の前で面縛（両手を後ろ手に縛り、顔を前に突き出して晒し、降伏の意思を表すこと）する事となった。何と庸才（凡庸な才能）であろうか！」と言い放った。これを聞いた流民の有力者である閻式・趙粛・李遠・任回らは皆、彼をただ者ではないと感じたという。

## 一族

### 祖先
『華陽国史』によると、その祖先は巴西郡宕渠県を本貫とする少数民族の『賨人』である。元々は『巴人』と呼ばれていたが、秦の支配体制に組み込まれてから賦（年貢や労役）を課せられるようになり、彼らは賦の事を賨と呼んでいたのでいつしか賨人と呼ばれるようになったという。一族はみな力が強く勇猛果敢であり、風俗は鬼巫（神霊を人の体に乗り移らせて祈祷を行う事）を好んだという。後漢末、張魯が漢中に割拠するようになると、彼は鬼道をもって百姓を教導し、大きな宗教勢力を築いた。賨人もまた彼の教えを敬信しており、天下が乱れるようになると宕渠を離れて漢中へ移住した。後に曹操が漢中を平定すると、李特の曾祖父である李虎は杜濩・朴胡・袁約・楊車・李黒らといった部族の有力者と共に500家余りを従えてこれに帰順し、将軍位を授かった。そして北の略陽へ移住し、以後はこの地に住まうようになった。この時、彼らは自らの呼称を改めて『巴氐人』或いは『巴人』と称するようになったという。

### 祖父
- 李庸

### 父
- 李慕 - 西晋（或いは魏）朝廷において東羌猟将を務めていた。

### 兄弟
- 李輔 - 長兄
- 李庠 - 三弟
- 李流 - 四弟
- 李驤[1] - 五弟

### 子
- 李始 - 庶長子
- 李蕩 - 嫡長子
- 李雄 - 嫡次子